# グスタフ・アドルフ・シェール

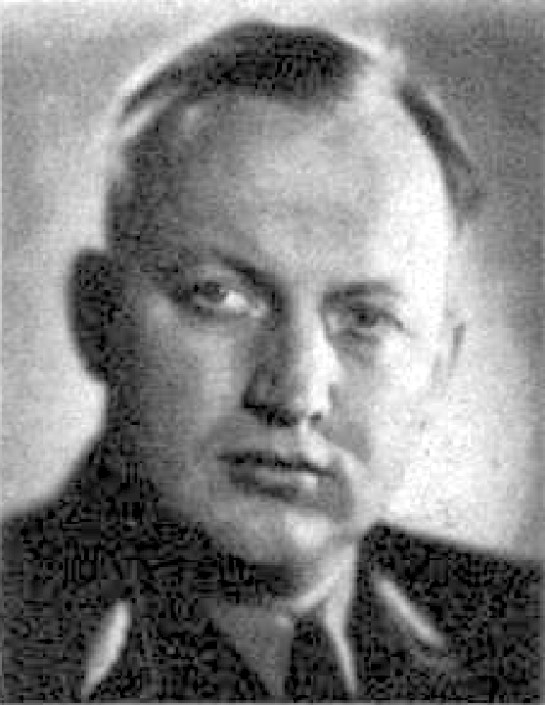
グスタフ・アドルフ・シェール

グスタフ・アドルフ・シェール（Gustav Adolf Scheel, 1907年11月22日 - 1979年3月23日）は、ナチス・ドイツの軍人・政治家、ザルツブルクの国家代理官、および国家社会主義ドイツ労働者党（ナチ党）のザルツブルク帝国大管区指導者。最終階級は親衛隊大将および警察大将 (SS-Obergruppenführer und General der Polizei)。
敗戦の直前、アドルフ・ヒトラーの遺書によって科学・教育・国民文化大臣に任命された。

## 経歴
ドイツ帝国バーデン大公国のローゼンベルクで福音派の牧師ヴィルヘルム・シェールの息子として生まれた。1928年から、牧師になるためにハイデルベルク大学で法学、国民経済学、神学を修めた。
1929年に国家社会主義ドイツ学生同盟 (Nationalsozialistischer Deutscher Studentenbund, NSDStB) に参加。1930年10月1日には突撃隊に入隊し、1930年12月1日にナチ党に入党した（党員番号391,271）。1930年よりテュービンゲン大学で医学を学び、1931年に NSDStB の大学グループ指導者となった。1934年4月17日に NSDStB の指導者に昇格し、博士論文を提出して医学博士号を得た。
1934年に突撃隊少尉となり、親衛隊 (SS) に移籍（隊員番号107,189）。1934年9月から親衛隊保安部 (SD) 勤務。1935年から1939年までシュトゥットガルトに本部を置く南西SD管区指導者を務めた。1935年4月20日に親衛隊中尉、1936年4月20日には親衛隊少佐へと昇進。1936年11月5日にルドルフ・ヘスによって全国学生指導者に任命された。1937年1月30日に親衛隊大佐に昇進。1937年から1939年までシュトゥットガルトの保安警察及びSD監察官 (IdS) を務めた。1938年4月20日に親衛隊上級大佐に昇進。1938年11月には選挙区20区（ケルン＝アーヘン地区）選出の国会議員となった。1940年に副従軍医師として兵役に就き、8月にストラスブールの保安警察及びSD司令官 (BdS) に任命された。1941年4月30日から「アルペンラント」親衛隊及び警察指導者及び親衛隊上級地区指導者に任命され、11月24日まで務めた。
1941年4月20日に、親衛隊少将および警察少将へ昇進し、11月18日からザルツブルク帝国大管区指導者に、11月27日にはザルツブルクの国家代理官 (Reichsstatthalter) に任命された。1942年6月21日に親衛隊中将及び警察中将に昇進し、12月11日にザルツブルクの国家防衛委員 (Reichsverteidigungskommissar) に任命された。1944年6月29日に、ヴァルター・シュルツェ (Walter Schultze) の後任として全国大学教員指導者 (Nationalsozialistischer Deutscher Dozentenbund) となった。8月1日に親衛隊大将及び警察大将に昇進。9月25日より国民突撃隊ザルツブルク大管区指導者に任命された。
1945年、ヒトラーの遺書によって、科学・教育・国民文化大臣と定められたが、5月にアメリカ軍に逮捕され、1948年に非ナチ化裁判で強制労働収容所での懲役5年の判決を受けた。1948年末に釈放され、その後はハンブルクの病院で医者となった。1951年から1953年にわたって、ナウマンサークル (Naumann-Kreis) に所属する他のナチス指導者と共に秘密組織を構築した容疑で幾度か逮捕されている。
1954年2月8日よりハンブルクで開業医となった。1979年3月23日にハンブルクで死去した。